# Acanthodelta boris
Acanthodelta boris är en fjärilsart som beskrevs av Charles Andreas Geyer 1837. Acanthodelta boris ingår i släktet Acanthodelta och familjen nattflyn. Inga underarter finns listade i Catalogue of Life.